# 새턴 I SA-5
SA-5는 미국의 아폴로 계획에 의해 5번째로 행해진 새턴 I 로켓의 발사 실험이다.

## 개요

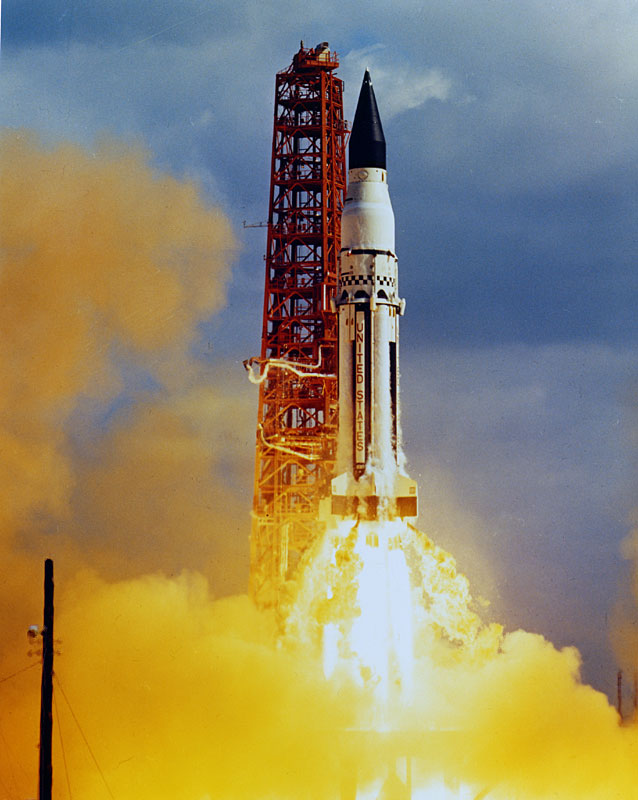
SA-5의 발사

이 실험에서 새턴 I 로켓은 처음으로 2단의 S-IV 로켓이 탑재된 완전한 상태로 발사되었다. S-IV는 액체 수소를 연료로 하고, 액체 산소를 산화제로 사용하는 RL-10 A-3 엔진을 6기 탑재한 것으로, 센타우르 로켓을 사용한 발사 시험이 몇 년 전부터 계획되고 있었지만, 실제로 시험이 행해진 것은 SA-5가 발사되기 불과 2개월 전이었다. 또 이때 S-IV를 케이프 커내버럴까지 수송한 것은, 구피라는 별명이 붙여진 보잉 B-377 수송기였다.
다른 주된 변경점은, 연료 탱크의 증량과 엔진의 출력 증강이었다. 또 비행 중에 자세를 안정시키기 위해서 저부에 8개의 날개가 장착되었다. 한층 더 S-IV 의 상부에는, 로켓의 비행을 자동적으로 제어하기 위한 컴퓨터, 자이로스코프, 가속도 검출기 등이 설치되었다.

## 비행
발사는 당초 1964년 1월 27일로 예정되어 있었다. 제1단 로켓에 액체 산소를 93%까지 충전한 시점에서, 지상의 관제사가 발사를 속히 실행하라는 지령을 내렸는데, 파이프에 문제가 발생했기 때문에 산소의 공급이 정지해 버렸다. 이 고장 때문에 발사는 2일간 연기되었다.
2일 후의 재시험 때에는 이러한 문제는 발생하지 않았고, SA-5는 1964년 1월 29일 16:25:01 UTC에 발사되어 흐린 하늘 속으로 상승했다. 기체는 6기의 망원경으로 추적되었고, 13기의 카메라로 흔들림(yaw), 상하의 움직임(pitch), 회전(roll) 등의 모든 운동이 촬영되었다. 제1단 로켓과 제2단 로켓 분리 모습은 기체에 탑재된 8대의 카메라로 촬영되었고, 필름은 본체로부터 분리되어 발사 지점으로부터 800 km 떨어진 대서양 상에서 회수되었다. 분리는 완벽했다. 연소를 마친 제1단 로켓은, 감속용 소형 로켓을 점화시켜 제2단으로부터 기체를 분리시켰다. 제2단도 가속용 소형 로켓을 분사하고, 엔진 점화를 위해서 탱크 내의 연료를 하부에 압축했다. 모든 순서는 완벽하게 행해졌다.
대략 8분간의 연소 후, S-IV는 262 km에서 785 km 까지의 타원 궤도에 올랐다. 아폴로 계획에서, 탑재물이 지구 주회 궤도에 오른 것은 이번이 처음이었다. 또 이때 궤도상에서의 총 중량은 16,965 kg 에 이르러, 그 시점에서 세계 최대의 인공위성이 되었다. 이것은 SA-5의 본래의 목적은 아니었지만, 이것에 의해서 1957년의 스푸트니크 쇼크 이래 계속된 미국의 소련에 대한 열등감은 사실상 불식되었다.